# Porothamnium comosum
Porothamnium comosum är en bladmossart som beskrevs av Theodor Carl Karl Julius Herzog 1916. Porothamnium comosum ingår i släktet Porothamnium och familjen Neckeraceae. Inga underarter finns listade i Catalogue of Life.